# Poppers

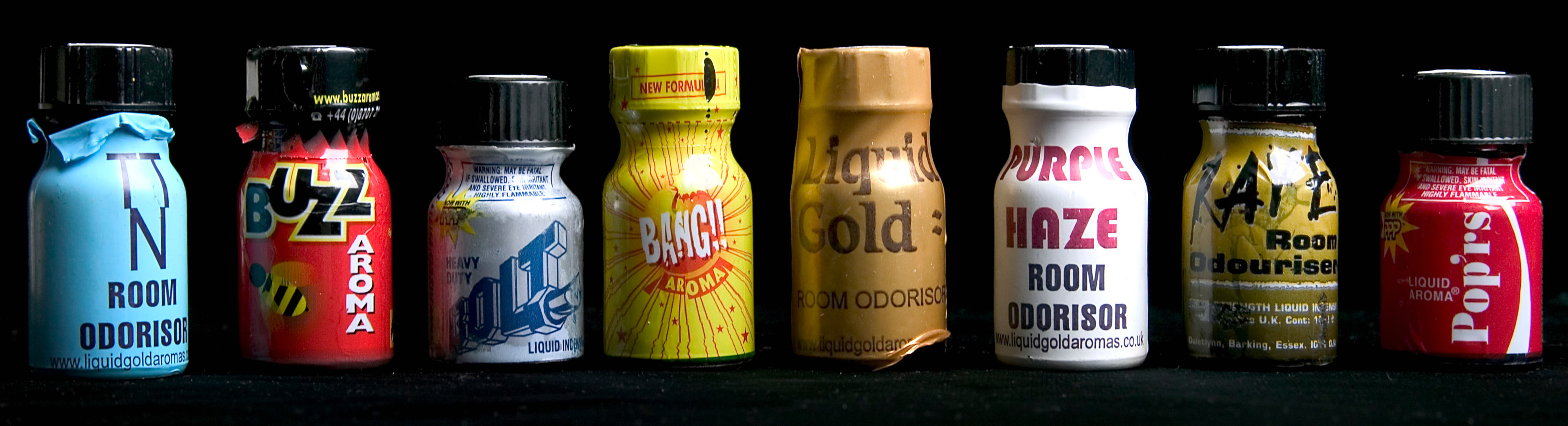
Různé druhy poppers

Poppers čili česky popíky je slangový výraz pro chemické látky alkyl-nitrit, butyl-nitrit, isobutyl-nitrit či amyl-nitrit, které se využívají jako afrodiziakum. Kolem 70. let 20. století byl oblíbený v gay komunitě. Používá se především při sexu, ale lze ho dýchat nosem i při běžném použití. Účinky jsou okamžité a během pěti až deseti sekund se dostaví rychlé bušení srdce, pocit tepla, zčervenání obličeje a malátnost hlavy. Při opakovaném použití začíná pálit nos a poměrně často se dostavuje bolest hlavy a nevolnost (zejména u žen). V Česku se prodává především v malých lahvičkách a nejznámější je Rush nebo Rush Ultra Strong. Je legálně dostupný, ačkoliv je prodáván většinou jako „osvěžovač vzduchu“ nebo "čistič magnetofonových hlav". Po vdechnutí je nezbytné lahvičku urychleně uzavřít, neboť látka se velmi rychle odpařuje. Některé nitrity se používají v lécích pro kardiaky, taktéž bývají součástí čichacích afrodiziak ze sexshopů. Dříve se používaly i k léčbě anginy pectoris.

## Účinky
Základním účinkem látky je tvorba methemoglobinu, tedy snížení kapacity krve pro přenos kyslíku (hypoxie). Poppers se užívají čicháním výparů přímo z lahvičky, přičemž účinek se zásadně liší pro levou a pravou nosní dírku. Účinek se dostavuje během pár sekund a obvykle trvá 1–2 minuty. Poppers způsobují různé stavy jako euforii, sexuální touhu, malátnost, omámenost (uváděno bývá přirovnávání k účinkům vdechování tzv. rajského plynu – oxidu dusného), pocit tepla, zčervenání obličeje. Účinky zesilují vnímání druhotných pohlavních znaků v reálu či ve filmu a fotkách. Zapříčiňují také uvolnění hladkého svalstva bohatého na krev (konečník, pochva), proto je používali zejména homosexuálové pro usnadnění análního styku, taktéž je ze stejného důvodu užíván u sexuální praktiky známé jako fisting. Heterosexuálové ho používají rovněž k oddálení ejakulace.

## Rizika

### Zdravotní rizika
Některé studie ukázaly, že nitrity mohou snížit funkčnost imunitního systému člověka ještě několik dní po užití, obvykle postačí změnit způsob vdechování (viz další rizika). Poppers způsobují prudké snížení krevního tlaku a zvýšení tepové frekvence, proto je velmi nebezpečné je kombinovat se stimulanty - byly zaznamenány život ohrožující kontraindikace s Extází. Užívání Poppers představuje zvýšené riziko pro jedince trpící chudokrevností a zejména pro lidi, kteří za sebou mají „mozkovou příhodu“. Naprosto nevhodné je užití v těhotenství. Poppers ovlivňují úsudek, proto je vhodné při sexu nasadit kondom ještě před jejich užitím. Kontraindikace s alkoholem nebyla zaznamenána, naopak účinky poppers a alkoholu se vzájemně posilují.

### Další rizika
Na trhu se vyskytuje mnoho druhů Poppers, a také se užívají různým způsobem. Jako velmi rizikové se jeví plagiátorství, kdy pod stejným označením se skrývá vícero výrobků od vícero výrobců, tedy jiná látka. Delší užívání poškozuje nos a plíce, a taky vede ke snížení žádaného účinku. Jde o silně těkavou látku. Potřísnění pokožky způsobuje její podráždění a vyrážku. Jsou jedovaté – pokud se „podaří“ je polknout, je nezbytné zavolat rychlou lékařskou pomoc. Jsou velmi hořlavé. Aby se předešlo vypařování a nežádoucímu zápachu v interiéru, je potřeba je uchovávat neprodyšně uzavřené ve zvláštní lahvičce, nejlépe v lednici (nikoli pod bodem mrazu). 
Poppers by se neměly užívat ve vlhkém prostředí, např. při koupeli, protože reagují s vodní párou. To samé platí pro malé a nevětrané místnosti. Rovněž se nedoporučuje jakékoli slévání, tedy ani starších s novějšími stejného druhu.